# Агапов, Николай Иванович
Николай Иванович Агапов (1 февраля 1883, Усть-Уйское, Оренбургская губерния — 1966, Ростов-на-Дону) — советский врач, специалист в области челюстно-лицевой пластической хирургии, участник Первой мировой, гражданской и Великой Отечественной войны, доктор медицинских наук, профессор, подполковник медицинской службы.

## Биография
Николай Агапов родился 1 февраля 1883 года в семье земского врача в станице Усть-Уйской Усть-Уйского станичного юрта Челябинского уезда Оренбургской губернии, станичный юрт относился к Войсковой территории Челябинского уезда (3-й военный отдел Оренбургского казачьего войска); ныне село входит в Целинный муниципальный округ Курганской области.
В 1903 году окончил гимназию в городе Троицке Оренбургской губернии и поступил на медицинский факультет Императорского Казанского университета, который окончил в 1909 году.
Работал земским врачом, врачом-хирургом стоматологом в городах Симбирске, Самаре, Казани и Иркутске. Служил врачом в воинских частях и военных госпиталях. Участвовал в империалистической и гражданской войнах.
С 1921 до 1928 года работал сначала ассистентом, а затем доцентом стоматологической кафедры Иркутского медицинского института. В 1926 году защитил докторскую диссертацию на тему «Зубная система при врождённом сифилисе» и был избран профессором той же кафедры.
В 1929 году переехал в Ростов-на-Дону, заведовал кафедрой стоматологии в Северо-Кавказском государственном университете. Одновременно с заведованием кафедры руководил областной зубоврачебной школой, организовал и проводил курсы усовершенствования и переподготовки зубных врачей и протезистов в медицинском техникуме, зубоврачебной школе.
В период Советско-Финляндской войны впервые проявил себя в пластической челюстно-лицевой хирургии.
Во время Великой Отечественной войны работал в эвакогоспитале № 2132 города Сочи, провёл более 5000 операций.
С 1946 года, после демобилизации, подполковник медицинской службы Агапов работал в Ростовском медицинском институте, где руководил курсом «Стоматология» при кафедре госпитальной хирургии.
Николай Иванович Агапов умер в 1966 году в городе Ростове-на-Дону Ростовской области.

## Научная деятельность
Он обобщил опыт лечения челюстно-лицевых ранений методом реконструктивной хирургии. Им составлен альбом, демонстрирующий результаты типичных оперативных вмешательств при различных повреждениях лица, языка, челюстей, нёбного свода с использованием местных тканей и филатовского стебля. Агапов научно обосновал и внедрил в практику систему плановой санации полости рта у детей, предусматривавшую плановое и полное выявление и лечение заболеваний зубов и полости рта у детей, начиная с раннего дошкольного возраста. Этот принцип был положен в основу плановой санации и диспансеризации детского населения СССР.
Участник научных съездов, конференций и медицинских обществ.
- С 1930 года председатель Ростовского-на-Дону научного стоматологического общества.
- С 1956 года член оргкомитета Всероссийского общества стоматологов и зубных врачей.
- Член Редакционного совета журнала «Стоматология».
- Член Международной стоматологической академии в Вашингтоне
- Член Всемирной ассоциации дантистов.

### Научные труды
Автор более 100 научных работ и докладов, двух глав учебника «Терапевтическая стоматология» и пяти монографий.
- Агапов Н. И. Научные основы методики санации полости рта. — Иркутск: Ирк. тип. изд-ва «Власть труда», 1925. — 7 с.[7]
- Агапов Н. И. Симптоматическое значение аномалий зубной системы. — М.: Мосполиграф, 13-я тип. «Мысль печатника», 1929. — 139 с. — 3000 экз.[8]
- Агапов Н. И. Берегите зубы. — Ростов н/Д.: Азово-Черноморск. краев. изд., тип. им. Коминтерна, 1934. — 48 с. — (В поход за здоровую жизнь). — 10 000 экз.[9]
- Агапов Н. И. Берегите зубы. — 2-е изд.. — Ростов н/Д.: Азово-Черноморск. краев. кн-во, тип. им. Коминтерна, 1934. — 50 с. — (В поход за здоровую жизнь). — 15 000 экз.[10]
- Агапов Н. И. Берегите зубы. — 3-е изд.. — Ростов н/Д.: Азчериздат, тип. им. Коминтерна, 1936. — 48 с. — (За здоровую жизнь). — 9250 экз.[11]
- Агапов Н. И. Клиническая стоматология детского возраста : Пособие для студентов стоматологич. ин-та и зубных врачей. — М.—Л.: Наркомздрав СССР. Биомедгиз, Тип. «Коминтерн», 1937. — 308 с. — 5200 экз.[12]
- Агапов Н. И. Восстановительная хирургия лица. — Ростов н/Д.: Ростиздат, тип. им. Калинина, 1950. — 245 с. — 3400 экз.[13]
- Агапов Н. И. Зубы и здоровье человека. — Ростов н/Д.: Ростиздат, 1950. — 39 с. — 8000 экз.[14]
- Агапов Н. И. Клиническая стоматология детского возраста. — М.: Медгиз, 1953. — 348 с. — 22 000 экз.[15]
- Гофунг Е. М. Терапевтическая стоматология. — М.—Л.: Медгиз, 1938. — 486 с. — 5000 экз.[16]

## Награды
- Орден Ленина
- Орден Красной Звезды, 3 марта 1942 года[17]
- Медаль «За оборону Кавказа»
- Медаль «За победу над Германией в Великой Отечественной войне 1941—1945 гг.»
- Значок «Отличнику здравоохранения»

## Память
В музее истории города-курорта Сочи хранится архив Агапова и выставлен мраморный бюст (скульптор Н. В. Аведиков).

## Семья
Жена Александра Николаевна (1886 или 1887 — ?), зубной врач. Дочь священника Усть-Уйской Христорождественской церкви Николая Викторовича Евладова. Племянница депутата IV Государственной Думы Венедикта Викторовича Евладова.